# Pays des châteaux
 (août 2025).
Motif : Absence de sources secondaires, notoriété locale.
- Archive Wikiwix
- Bing
- Cairn
- DuckDuckGo
- E. Universalis
- Gallica
- Google
- G. Books
- G. News
- G. Scholar
- Persée
- Qwant
- (zh) Baidu
- (ru) Yandex
- (wd) trouver des œuvres sur Wikidata

| 1. | Préciser le motif de la pose du bandeau. | Précisez le motif de la pose du bandeau en utilisant la syntaxe suivante : {{admissibilité à vérifier\|date=août 2025\|motif=remplacez ce texte par le motif}}                         |
| 2. | Informer les utilisateurs concernés.     | Pensez à avertir le créateur de l'article, par exemple, en insérant le code ci-dessous sur sa page de discussion : {{subst:avertissement admissibilité à vérifier\|Pays des châteaux}} |

Le Pays des Châteaux est un syndicat mixte composé de 89 communes regroupées au sein de 3 établissements publics de coopération intercommunale (EPCI) et du Conseil départemental de Loir-et-Cher, représentant près de 151 000 habitants, soit plus du tiers de la population du département. 
Il regroupe :
- la Communauté d'agglomération de Blois « Agglopolys » qui compte 43 communes et près de 110 000 habitants.

- la Communauté de communes du Grand Chambord qui compte 16 communes et près de 21 000 habitants

- la Communauté de communes Beauce Val de Loire qui compte 30 communes et près de 20 000 habitants (depuis le 1er janvier 2018)

## Compétences
Le Pays des Châteaux est la structure d’échanges et de partenariat entre ces différentes communautés. Il a pour objectif de structurer le développement local, et donc de favoriser l’émergence des projets des acteurs locaux, qu’ils soient publics, privés ou associatifs. Il établit une programmation des projets, notamment ceux qui figurent dans le Contrat de Pays signé avec le Conseil régional du Centre-Val de Loire, pour fixer les modalités du partenariat financier entre la Région, les Communautés et les porteurs de projets privés.
Pour cela, il assure le lien avec les services de l’état, de la région Centre-Val de Loire, du département de Loir-et-Cher et des différents organismes consulaires.
Le Pays des Châteaux assume par ailleurs la compétence accueil, promotion et commercialisation touristique dans le cadre de sa convention avec l’Office de Tourisme Intercommunautaire Blois - Chambord - Val de Loire. Il conduit aussi diverses missions dans les domaines de l’aménagement du territoire, de l’environnement, de l’agriculture ou encore des services à la population :
Le Pays des Châteaux a pour mission la coordination des acteurs publics et privés, en faveur d’un développement local partagé. Il organise et anime les stratégies de développement local et veille à la cohérence et la pertinence à long terme des actions menées sur le territoire par la charte de développement et d’orientation du Pays. . 
Le Pays des Châteaux a pour mission l’organisation d’un pôle d’excellence touristique.
Les réalisations majeures portées par le Pays, sont bien sûr les 400 km d’itinéraires cyclables balisés et sécurisés « Les Châteaux à vélo », mais aussi la création de l’Office de Tourisme Intercommunautaire de Blois - Chambord - Val de Loire à partir de l’Office de Tourisme de Blois, l’instauration de la taxe de séjour permettant le développement de la destination touristique, la mise en place d’un fonds de soutien aux manifestations touristiques…,
Le Pays des Châteaux bénéficie également des fonds européens du programme LEADER
Il a obtenu pour la période 2014-2020 une enveloppe de 1,3 M€ destinée à soutenir des projets privés ou publics innovants liés au lien entre Ville et campagne et à l'accompagnement aux différentes transitions du territoire (énergétique, écologique, alimentaire, numérique…)
La structure accompagne les acteurs du territoire sur la question énergétique, par la mise à disposition d'un Conseiller en Energie Partagé (dispositif de l'ADEME).
Le Pays des Châteaux assure en permanence une mission de conseil et d’assistance aux porteurs de projets
Le Pays des Châteaux assiste donc les acteurs privés et les collectivités membres dans la définition et le montage de leurs projets, quel que soit le domaine d’activité (tourisme, urbanisme…). Il les informe sur les diverses aides potentielles, sur les partenaires à solliciter…